# Руй (хижа)
Вижте пояснителната страница за други значения на Руй.
Руй е планинска хижа, която се намира в едноименната планина и в подножието на връх Руй. Представлява масивна двуетажна сграда с 40 спални места. Отоплението е с печки на твърдо гориво.

## Съседни обекти
- връх Руй – 1 час
- хижа Ерма – 4 часа

## Изходни точки
- село Забел – 3.00 ч.
- село Туроковци – 3.00 ч.
- село Ломница – 2.40 ч.
- град Трън (през Трънското ждрело на р. Ерма) – 4.15 ч.